# Joueur du mois du championnat d'Angleterre de football
Le trophée du joueur du mois du championnat d'Angleterre de football (Premier League Player of the Month), est une récompense attribuée chaque mois au meilleur joueur du championnat d'Angleterre depuis la saison 1994-1995.
Le vainqueur, désigné la première semaine du mois suivant, est élu à la suite du vote d’un panel d’experts, du capitaine de chaque club de Premier League ainsi que d’un vote public en ligne qui contribue à 10% du décompte final.
Sergio Agüero, Harry Kane et Mohamed Salah sont les joueurs les plus récompensés avec sept trophées à leur actif.

## Palmarès

### Palmarès par mois
Le palmarès du joueur du mois de Premier League s'établit comme suit:
| Mois      | Joueur                    | Équipe              |
| --------- | ------------------------- | ------------------- |
| Août      | Jürgen Klinsmann          | Tottenham Hotspur   |
| Septembre | Rob Lee                   | Newcastle United    |
| Octobre   | Paul Ince                 | Manchester United   |
| Novembre  | Chris Sutton Alan Shearer | Blackburn Rovers    |
| Décembre  | Matthew Le Tissier        | Southampton FC      |
| Janvier   | Chris Waddle              | Sheffield Wednesday |
| Février   | Duncan Ferguson           | Everton FC          |
| Mars      | Anthony Yeboah            | Leeds United        |
| Avril     | David Seaman              | Arsenal FC          |

| Mois      | Joueur                           | Équipe                |
| --------- | -------------------------------- | --------------------- |
| Août      | David Ginola                     | Newcastle United (2)  |
| Septembre | Anthony Yeboah (2)               | Leeds United (2)      |
| Octobre   | Trevor Sinclair                  | Queens Park Rangers   |
| Novembre  | Rob Lee (2)                      | Newcastle United (3)  |
| Décembre  | Robbie Fowler                    | Liverpool FC          |
| Janvier   | Robbie Fowler (2) Stan Collymore | Liverpool FC (2)      |
| Février   | Dwight Yorke                     | Aston Villa           |
| Mars      | Éric Cantona                     | Manchester United (2) |
| Avril     | Andreï Kanchelskis               | Everton FC (2)        |

| Mois      | Joueur                 | Équipe                |
| --------- | ---------------------- | --------------------- |
| Août      | David Beckham          | Manchester United (3) |
| Septembre | Patrik Berger          | Liverpool FC (4)      |
| Octobre   | Matthew Le Tissier (2) | Southampton FC (2)    |
| Novembre  | Ian Wright             | Arsenal FC (2)        |
| Décembre  | Gianfranco Zola        | Chelsea FC            |
| Janvier   | Tim Flowers            | Blackburn Rovers (3)  |
| Février   | Robbie Earle           | Wimbledon FC          |
| Mars      | Juninho Paulista       | Middlesbrough FC      |
| Avril     | Mickey Evans (en)      | Southampton FC (3)    |

| Mois      | Joueur                 | Équipe                                   |
| --------- | ---------------------- | ---------------------------------------- |
| Août      | Dennis Bergkamp        | Arsenal FC (3)                           |
| Septembre | Dennis Bergkamp (2)    | Arsenal FC (4)                           |
| Octobre   | Paulo Wanchope         | Derby County                             |
| Novembre  | Andy Cole Kevin Davies | Manchester United (4) Southampton FC (4) |
| Décembre  | Steve McManaman        | Liverpool FC (5)                         |
| Janvier   | Dion Dublin            | Coventry City                            |
| Février   | Chris Sutton (2)       | Blackburn Rovers (4)                     |
| Mars      | Alex Manninger         | Arsenal FC (5)                           |
| Avril     | Emmanuel Petit         | Arsenal FC (6)                           |

| Mois      | Joueur           | Équipe                |
| --------- | ---------------- | --------------------- |
| Août      | Michael Owen     | Liverpool FC (6)      |
| Septembre | Alan Shearer (2) | Newcastle United (4)  |
| Octobre   | Roy Keane        | Manchester United (5) |
| Novembre  | Dion Dublin (2)  | Aston Villa (2)       |
| Décembre  | David Ginola (2) | Tottenham Hotspur (2) |
| Janvier   | Dwight Yorke (2) | Manchester United (6) |
| Février   | Nicolas Anelka   | Arsenal FC (7)        |
| Mars      | Ray Parlour      | Arsenal FC (8)        |
| Avril     | Kevin Campbell   | Everton FC (3)        |

| Mois      | Joueur           | Équipe                |
| --------- | ---------------- | --------------------- |
| Août      | Robbie Keane     | Coventry City (2)     |
| Septembre | Muzzy İzzet      | Leicester City        |
| Octobre   | Kevin Phillips   | Sunderland AFC        |
| Novembre  | Sami Hyypiä      | Liverpool FC (7)      |
| Décembre  | Roy Keane (2)    | Manchester United (7) |
| Janvier   | Gareth Southgate | Aston Villa (3)       |
| Février   | Paul Merson      | Aston Villa (4)       |
| Mars      | Dwight Yorke (3) | Manchester United (8) |
| Avril     | Thierry Henry    | Arsenal FC (9)        |

| Mois      | Joueur           | Équipe                |
| --------- | ---------------- | --------------------- |
| Août      | Alan Smith       | Leeds United (3)      |
| Septembre | Tim Flowers (2)  | Leicester City (2)    |
| Octobre   | Teddy Sheringham | Manchester United (9) |
| Novembre  | Paul Robinson    | Leeds United (4)      |
| Décembre  | James Beattie    | Southampton FC (5)    |
| Janvier   | Robbie Keane (2) | Leeds United (5)      |
| Février   | Stuart Pearce    | West Ham United       |
| Mars      | Steven Gerrard   | Liverpool FC (8)      |
| Avril     | Gary McAllister  | Liverpool FC (9)      |

| Mois      | Joueur                  | Équipe                 |
| --------- | ----------------------- | ---------------------- |
| Août      | Louis Saha              | Fulham FC              |
| Septembre | Juan Sebastián Verón    | Manchester United (10) |
| Octobre   | Rio Ferdinand           | Leeds United (6)       |
| Novembre  | Danny Murphy            | Liverpool FC (10)      |
| Décembre  | Ruud van Nistelrooy     | Manchester United (11) |
| Janvier   | Marcus Bent             | Ipswich Town           |
| Février   | Ruud van Nistelrooy (2) | Manchester United (12) |
| Mars      | Dennis Bergkamp (3)     | Arsenal FC (10)        |
| Avril     | Fredrik Ljungberg       | Arsenal FC (11)        |

| Mois      | Joueur                  | Équipe                 |
| --------- | ----------------------- | ---------------------- |
| Août      | Sylvain Wiltord         | Arsenal FC (12)        |
| Septembre | Thierry Henry (2)       | Arsenal FC (13)        |
| Octobre   | Gianfranco Zola (2)     | Chelsea FC (2)         |
| Novembre  | James Beattie (2)       | Southampton FC (6)     |
| Décembre  | Alan Shearer (3)        | Newcastle United (5)   |
| Janvier   | Paul Scholes            | Manchester United (13) |
| Février   | Robert Pirès            | Arsenal FC (14)        |
| Mars      | Steven Gerrard (2)      | Liverpool FC (11)      |
| Avril     | Ruud van Nistelrooy (3) | Manchester United (14) |

| Mois      | Joueur                  | Équipe                 |
| --------- | ----------------------- | ---------------------- |
| Août      | Teddy Sheringham (2)    | Portsmouth FC          |
| Septembre | Frank Lampard           | Chelsea FC (3)         |
| Octobre   | Alan Shearer (4)        | Newcastle United (6)   |
| Novembre  | Jay-Jay Okocha          | Bolton Wanderers       |
| Décembre  | Paul Scholes (2)        | Manchester United (15) |
| Janvier   | Thierry Henry (3)       | Arsenal FC (15)        |
| Février   | Edu Dennis Bergkamp (4) | Arsenal FC (16)        |
| Mars      | Mikael Forssell         | Birmingham City        |
| Avril     | Thierry Henry (4)       | Arsenal FC (18)        |

| Mois      | Joueur             | Équipe                 |
| --------- | ------------------ | ---------------------- |
| Août      | José Antonio Reyes | Arsenal FC (19)        |
| Septembre | Ledley King        | Tottenham Hotspur (3)  |
| Octobre   | Andy Johnson       | Crystal Palace         |
| Novembre  | Arjen Robben       | Chelsea FC (4)         |
| Décembre  | Steven Gerrard (3) | Liverpool FC (12)      |
| Janvier   | John Terry         | Chelsea FC (5)         |
| Février   | Wayne Rooney       | Manchester United (16) |
| Mars      | Joe Cole           | Chelsea FC (6)         |
| Avril     | Frank Lampard (2)  | Chelsea FC (7)         |

| Mois      | Joueur             | Équipe                 |
| --------- | ------------------ | ---------------------- |
| Août      | Darren Bent        | Charlton Athletic      |
| Septembre | Danny Murphy (2)   | Charlton Athletic (2)  |
| Octobre   | Frank Lampard (3)  | Chelsea FC (8)         |
| Novembre  | Robin van Persie   | Arsenal FC (20)        |
| Décembre  | Wayne Rooney (2)   | Manchester United (17) |
| Janvier   | Anton Ferdinand    | West Ham United (2)    |
| Février   | Kevin Nolan        | Bolton Wanderers (2)   |
| Mars      | Wayne Rooney (3)   | Manchester United (18) |
| Avril     | Steven Gerrard (4) | Liverpool FC (13)      |

| Mois      | Joueur                            | Équipe                 |
| --------- | --------------------------------- | ---------------------- |
| Août      | Ryan Giggs                        | Manchester United (19) |
| Septembre | Andy Johnson (2)                  | Everton FC (4)         |
| Octobre   | Paul Scholes (3)                  | Manchester United (20) |
| Novembre  | Cristiano Ronaldo                 | Manchester United (21) |
| Décembre  | Cristiano Ronaldo (2)             | Manchester United (22) |
| Janvier   | Cesc Fàbregas                     | Arsenal FC (21)        |
| Février   | Ryan Giggs (2)                    | Manchester United (23) |
| Mars      | Petr Čech                         | Chelsea FC (9)         |
| Avril     | Dimitar Berbatov Robbie Keane (3) | Tottenham Hotspur (4)  |

| Mois      | Joueur                | Équipe                 |
| --------- | --------------------- | ---------------------- |
| Août      | Micah Richards        | Manchester City        |
| Septembre | Cesc Fàbregas (2)     | Arsenal FC (22)        |
| Octobre   | Wayne Rooney (4)      | Manchester United (24) |
| Novembre  | Gabriel Agbonlahor    | Aston Villa (5)        |
| Décembre  | Roque Santa Cruz      | Blackburn Rovers (5)   |
| Janvier   | Cristiano Ronaldo (3) | Manchester United (25) |
| Février   | Fernando Torres       | Liverpool FC (14)      |
| Mars      | Cristiano Ronaldo (4) | Manchester United (26) |
| Avril     | Ashley Young          | Aston Villa (6)        |

| Mois      | Joueur             | Équipe                 |
| --------- | ------------------ | ---------------------- |
| Août      | Deco               | Chelsea FC (10)        |
| Septembre | Ashley Young (2)   | Aston Villa (7)        |
| Octobre   | Frank Lampard (4)  | Chelsea FC (11)        |
| Novembre  | Nicolas Anelka (2) | Chelsea FC (12)        |
| Décembre  | Ashley Young (3)   | Aston Villa (8)        |
| Janvier   | Nemanja Vidić      | Manchester United (27) |
| Février   | Phil Jagielka      | Everton FC (5)         |
| Mars      | Steven Gerrard (5) | Liverpool FC (15)      |
| Avril     | Andreï Archavine   | Arsenal FC (23)        |

| Mois      | Joueur               | Équipe                 |
| --------- | -------------------- | ---------------------- |
| Août      | Jermain Defoe        | Tottenham Hotspur (6)  |
| Septembre | Fernando Torres (2)  | Liverpool FC (16)      |
| Octobre   | Robin van Persie (2) | Arsenal FC (24)        |
| Novembre  | Jimmy Bullard        | Hull City              |
| Décembre  | Carlos Tévez         | Manchester City (2)    |
| Janvier   | Wayne Rooney (5)     | Manchester United (28) |
| Février   | Mark Schwarzer       | Fulham FC (2)          |
| Mars      | Florent Malouda      | Chelsea FC (13)        |
| Avril     | Gareth Bale          | Tottenham Hotspur (7)  |

| Mois      | Joueur               | Équipe                   |
| --------- | -------------------- | ------------------------ |
| Août      | Paul Scholes (4)     | Manchester United (29)   |
| Septembre | Peter Odemwingie     | West Bromwich Albion     |
| Octobre   | Rafael van der Vaart | Tottenham Hotspur (8)    |
| Novembre  | Johan Elmander       | Bolton Wanderers (3)     |
| Décembre  | Samir Nasri          | Arsenal FC (25)          |
| Janvier   | Dimitar Berbatov (2) | Manchester United (30)   |
| Février   | Scott Parker         | West Ham United (3)      |
| Mars      | David Luiz           | Chelsea FC (14)          |
| Avril     | Peter Odemwingie (2) | West Bromwich Albion (2) |

| Mois      | Joueur               | Équipe                   |
| --------- | -------------------- | ------------------------ |
| Août      | Edin Džeko           | Manchester City (3)      |
| Septembre | David Silva          | Manchester City (4)      |
| Octobre   | Robin van Persie (3) | Arsenal FC (26)          |
| Novembre  | Scott Parker (2)     | Tottenham Hotspur (9)    |
| Décembre  | Demba Ba             | Newcastle United (7)     |
| Janvier   | Gareth Bale (2)      | Tottenham Hotspur (10)   |
| Février   | Peter Odemwingie (3) | West Bromwich Albion (3) |
| Mars      | Gylfi Sigurðsson     | Swansea City             |
| Avril     | Nikica Jelavić       | Everton FC (6)           |

| Mois      | Joueur               | Équipe                 |
| --------- | -------------------- | ---------------------- |
| Août      | non attribué         | non attribué           |
| Septembre | Steven Fletcher      | Sunderland AFC (2)     |
| Octobre   | Juan Mata            | Chelsea FC (15)        |
| Novembre  | Marouane Fellaini    | Everton FC (7)         |
| Décembre  | Robin van Persie (4) | Manchester United (31) |
| Janvier   | Adam le Fondre       | Reading FC             |
| Février   | Gareth Bale (3)      | Tottenham Hotspur (11) |
| Mars      | Jan Vertonghen       | Tottenham Hotspur (12) |
| Avril     | Robin van Persie (5) | Manchester United (32) |

| Mois      | Joueur                             | Équipe               |
| --------- | ---------------------------------- | -------------------- |
| Août      | Daniel Sturridge                   | Liverpool FC (17)    |
| Septembre | Aaron Ramsey                       | Arsenal FC (27)      |
| Octobre   | Sergio Agüero                      | Manchester City (5)  |
| Novembre  | Tim Krul                           | Newcastle United (8) |
| Décembre  | Luis Suárez                        | Liverpool FC (18)    |
| Janvier   | Adam Johnson                       | Sunderland AFC (3)   |
| Février   | Daniel Sturridge (2)               | Liverpool FC (19)    |
| Mars      | Steven Gerrard (6) Luis Suárez (2) | Liverpool FC (20)    |
| Avril     | Connor Wickham                     | Sunderland AFC (4)   |

| Mois      | Joueur            | Équipe                  |
| --------- | ----------------- | ----------------------- |
| Août      | Diego Costa       | Chelsea FC (16)         |
| Septembre | Graziano Pellè    | Southampton FC (7)      |
| Octobre   | Diafra Sakho      | West Ham United (4)     |
| Novembre  | Sergio Agüero (2) | Manchester City (6)     |
| Décembre  | Charlie Austin    | Queens Park Rangers (2) |
| Janvier   | Harry Kane        | Tottenham Hotspur (13)  |
| Février   | Harry Kane (2)    | Tottenham Hotspur (14)  |
| Mars      | Olivier Giroud    | Arsenal FC (28)         |
| Avril     | Christian Benteke | Aston Villa (9)         |

| Mois      | Joueur            | Équipe                 |
| --------- | ----------------- | ---------------------- |
| Août      | André Ayew        | Swansea City (2)       |
| Septembre | Anthony Martial   | Manchester United (33) |
| Octobre   | Jamie Vardy       | Leicester City (3)     |
| Novembre  | Jamie Vardy (2)   | Leicester City (4)     |
| Décembre  | Odion Ighalo      | Watford FC             |
| Janvier   | Sergio Agüero (3) | Manchester City (7)    |
| Février   | Fraser Forster    | Southampton FC (8)     |
| Mars      | Harry Kane (3)    | Tottenham Hotspur (15) |
| Avril     | Sergio Agüero (4) | Manchester City (8)    |

| Mois      | Joueur             | Équipe                 |
| --------- | ------------------ | ---------------------- |
| Août      | Raheem Sterling    | Manchester City (9)    |
| Septembre | Son Heung-min      | Tottenham Hotspur (16) |
| Octobre   | Eden Hazard        | Chelsea FC (17)        |
| Novembre  | Diego Costa (2)    | Chelsea FC (18)        |
| Décembre  | Zlatan Ibrahimović | Manchester United (34) |
| Janvier   | Dele Alli          | Tottenham Hotspur (17) |
| Février   | Harry Kane (4)     | Tottenham Hotspur (18) |
| Mars      | Romelu Lukaku      | Everton FC (8)         |
| Avril     | Son Heung-min (2)  | Tottenham Hotspur (19) |

| Mois      | Joueur            | Équipe                 |
| --------- | ----------------- | ---------------------- |
| Août      | Sadio Mané        | Liverpool FC (22)      |
| Septembre | Harry Kane (5)    | Tottenham Hotspur (20) |
| Octobre   | Leroy Sané        | Manchester City (10)   |
| Novembre  | Mohamed Salah     | Liverpool FC (23)      |
| Décembre  | Harry Kane (6)    | Tottenham Hotspur (21) |
| Janvier   | Sergio Agüero (5) | Manchester City (11)   |
| Février   | Mohamed Salah (2) | Liverpool FC (24)      |
| Mars      | Mohamed Salah (3) | Liverpool FC (25)      |
| Avril     | Wilfried Zaha     | Crystal Palace (2)     |

| Mois      | Joueur                    | Équipe                 |
| --------- | ------------------------- | ---------------------- |
| Août      | Lucas Moura               | Tottenham Hotspur (22) |
| Septembre | Eden Hazard (2)           | Chelsea FC (19)        |
| Octobre   | Pierre-Emerick Aubameyang | Arsenal FC (29)        |
| Novembre  | Raheem Sterling (2)       | Manchester City (12)   |
| Décembre  | Virgil van Dijk           | Liverpool FC (26)      |
| Janvier   | Marcus Rashford           | Manchester United (35) |
| Février   | Sergio Agüero (6)         | Manchester City (13)   |
| Mars      | Sadio Mané (2)            | Liverpool FC (27)      |
| Avril     | Jamie Vardy (3)           | Leicester City (5)     |

| Mois      | Joueur                        | Équipe                 |
| --------- | ----------------------------- | ---------------------- |
| Août      | Teemu Pukki                   | Norwich City           |
| Septembre | Pierre-Emerick Aubameyang (2) | Arsenal FC (30)        |
| Octobre   | Jamie Vardy (4)               | Leicester City (6)     |
| Novembre  | Sadio Mané (3)                | Liverpool FC (28)      |
| Décembre  | Trent Alexander-Arnold        | Liverpool FC (29)      |
| Janvier   | Sergio Agüero (7)             | Manchester City (14)   |
| Février   | Bruno Fernandes               | Manchester United (36) |
| Juin      | Bruno Fernandes (2)           | Manchester United (37) |
| Juillet   | Michail Antonio               | West Ham United (5)    |

| Mois      | Joueur                | Équipe                 |
| --------- | --------------------- | ---------------------- |
| Septembre | Dominic Calvert-Lewin | Everton FC (9)         |
| Octobre   | Son Heung-min (3)     | Tottenham Hotspur (23) |
| Novembre  | Bruno Fernandes (3)   | Manchester United (38) |
| Décembre  | Bruno Fernandes (4)   | Manchester United (39) |
| Janvier   | İlkay Gündoğan        | Manchester City (15)   |
| Février   | İlkay Gündoğan (2)    | Manchester City (16)   |
| Mars      | Kelechi Iheanacho     | Leicester City (7)     |
| Avril     | Jesse Lingard         | West Ham United (6)    |
| Mai       | Joe Willock           | Newcastle United (9)   |

| Mois      | Joueur                     | Équipe                 |
| --------- | -------------------------- | ---------------------- |
| Août      | Michail Antonio (2)        | West Ham United (7)    |
| Septembre | Cristiano Ronaldo (5)      | Manchester United (40) |
| Octobre   | Mohamed Salah (4)          | Liverpool FC (30)      |
| Novembre  | Trent Alexander-Arnold (2) | Liverpool FC (31)      |
| Décembre  | Raheem Sterling (3)        | Manchester City (17)   |
| Janvier   | David de Gea               | Manchester United (41) |
| Février   | Joël Matip                 | Liverpool (32)         |
| Mars      | Harry Kane (7)             | Tottenham Hotspur (24) |
| Avril     | Cristiano Ronaldo (6)      | Manchester United (42) |

| Mois              | Joueur              | Équipe                 |
| ----------------- | ------------------- | ---------------------- |
| Août              | Erling Haaland      | Manchester City (18)   |
| Septembre         | Marcus Rashford (2) | Manchester United (43) |
| Octobre           | Miguel Almirón      | Newcastle United (10)  |
| Novembre Décembre | Martin Ødegaard     | Arsenal FC (31)        |
| Janvier           | Marcus Rashford (3) | Manchester United (44) |
| Février           | Marcus Rashford (4) | Manchester United (45) |
| Mars              | Bukayo Saka         | Arsenal FC (32)        |
| Avril             | Erling Haaland (2)  | Manchester City (19)   |

| Mois      | Joueur            | Équipe                 |
| --------- | ----------------- | ---------------------- |
| Août      | James Maddison    | Tottenham Hotspur (25) |
| Septembre | Son Heung-min (4) | Tottenham Hotspur (26) |
| Octobre   | Mohamed Salah (5) | Liverpool FC (33)      |
| Novembre  | Harry Maguire     | Manchester United (46) |
| Décembre  | Dominic Solanke   | AFC Bournemouth        |
| Janvier   | Diogo Jota        | Liverpool FC (34)      |
| Février   | Rasmus Højlund    | Manchester United (47) |
| Mars      | Rodrigo Muniz     | Fulham FC (3)          |
| Avril     | Cole Palmer       | Chelsea FC (20)        |

| Mois      | Joueur              | Équipe                 |
| --------- | ------------------- | ---------------------- |
| Août      | Erling Haaland (3)  | Manchester City (20)   |
| Septembre | Cole Palmer (2)     | Chelsea FC (21)        |
| Octobre   | Chris Wood          | Nottingham Forest      |
| Novembre  | Mohamed Salah (6)   | Liverpool FC (35)      |
| Décembre  | Alexander Isak      | Newcastle United (11)  |
| Janvier   | Justin Kluivert     | AFC Bournemouth (2)    |
| Février   | Mohamed Salah (7)   | Liverpool FC (36)      |
| Mars      | Bruno Fernandes (5) | Manchester United (48) |
| Avril     | Alexis Mac Allister | Liverpool FC (37)      |

### Palmarès par joueurs, par clubs et par pays
Classement des joueurs, des clubs et des pays en fonction du nombre de trophées.
| Joueur | Trophées |
| --- | -------- |
| Sergio Agüero Harry Kane Mohamed Salah                                                                                            | 7        |
| Steven Gerrard Cristiano Ronaldo                                                                                                  | 6        |
| Wayne Rooney Robin van Persie Bruno Fernandes                                                                                     | 5        |
| Alan Shearer Dennis Bergkamp Thierry Henry Frank Lampard Paul Scholes Jamie Vardy Marcus Rashford Son Heung-min                   | 4        |
| Dwight Yorke Ruud van Nistelrooy Robbie Keane Ashley Young Peter Odemwingie Gareth Bale Sadio Mané Raheem Sterling Erling Haaland | 3        |

| Club                                            | Joueur(s) | Trophées |
| ----------------------------------------------- | --------- | -------- |
| Manchester United                               | 23        | 48       |
| Liverpool FC                                    | 19        | 37       |
| Arsenal FC                                      | 22        | 32       |
| Tottenham Hotspur                               | 15        | 26       |
| Chelsea FC                                      | 14        | 21       |
| Manchester City                                 | 9         | 20       |
| Newcastle United                                | 8         | 11       |
| Aston Villa Everton FC                          | 7 9       | 9        |
| Southampton FC                                  | 6         | 8        |
| Leicester City West Ham United                  | 4 6       | 7        |
| Leeds United                                    | 5         | 6        |
| Blackburn Rovers                                | 4         | 5        |
| Sunderland AFC                                  | 4         | 4        |
| Bolton Wanderers West Bromwich Albion Fulham FC | 3 1 3     | 3        |

| Pays                                                    | Joueurs   | Trophées |
| ------------------------------------------------------- | --------- | -------- |
| Angleterre                                              | 70        | 118      |
| France                                                  | 12        | 17       |
| Pays-Bas                                                | 8         | 17       |
| Portugal                                                | 4         | 13       |
| Espagne Argentine                                       | 7 4       | 10       |
| Égypte                                                  | 1         | 7        |
| Irlande Pays de Galles Belgique Nigeria                 | 3 5 4     | 6        |
| Sénégal Brésil                                          | 3 5       | 5        |
| Allemagne Corée du Sud Norvège Suède                    | 3 1 2 4   | 4        |
| Trinité-et-Tobago Écosse Italie Ghana Finlande Jamaïque | 1 3 2 3 2 | 3        |